# Günther Lesage
Günther Lesage (Ardooie, 17 november 1967) is een Vlaams acteur.
Lesage studeerde in 1989 af aan de Studio Herman Teirlinck, richting toneel. Het was de lichting met Stany Crets, Michael Pas, Ann Pira, Peter Van den Begin, Tine Van den Brande en Inge Van Olmen.
In het theater was hij medeoprichter van de collectieven De Onderneming en nadien LAZARUS. Van dit laatste collectief maakt hij nog steeds deel uit van de artistieke kern. Maar hij speelde ook bij Theater Zuidpool, de Roovers, Nederlands Toneel Gent, BRONKS en tg Stan. Met De Onderneming trad hij onder meer op met The notebook, Ca va! en Het bewijs. Met LAZARUS volgden onder andere Wegens succes verlengd, Force majeure, Kunstwe®k, En zo werd het toch nog gezellig, OBLOMOW en Wat is drinken?. In 2015 was hij samen met Koen De Graeve nog te zien in de voorstelling Met argumenten kan je iedereen overtuigen, eveneens een productie van LAZARUS.
Hij had een rol in de langspeelfilms Daens (1993), Any Way the Wind Blows (2003), Linkeroever (2008) en SM-rechter (2009).
Samen met Bart De Pauw, Michael Pas en Ianka Fleerackers werd hij bekend door zijn rol in de jeugdserie Meester, hij begint weer!. Daarna volgde een optreden in Postbus X. In 1990 had hij een gastrol in Commissaris Roos. In 1991 speelde hij in De Bossen van Vlaanderen. Hij had een gastrol in RIP en Windkracht 10. Hij was de jonge Jos Teugels in Terug naar Oosterdonk. Er waren ook rollen in Flikken, Recht op Recht, Team Spirit - de serie II, De Wet volgens Milo en Witse. In 2007 speelde hij een rolletje in Mega Mindy en Zone Stad. Van 2007 tot 2008 had hij een hoofdrol in Aspe als archeoloog Frank Cobbaert. In 2008 had hij een rolletje in de zondagavondserie De Smaak van De Keyser, de tweede reeks van Halleluja!, in Code 37 als Rik Drijssen en in Witse als Antonio Serafin (2009). 
Hij was  ook een van de acteurs in het bekroonde sketchprogramma Wat als? en had een gastrol in Safety First (2013) en Patrouille Linkeroever (2016).
Maar Lesage trad ook op als de sportjournalist in het satirisch programma Brussel Nieuwstraat (2000).
Günther Lesage is een broer van de filosoof Dieter Lesage, van de musicus Peter Lesage en van de radiomaker Friedl' Lesage.
Günther Lesage had in het verleden een relatie met actrice Karlijn Sileghem, samen hebben ze een zoon Briek Lesage, fotograaf en acteur. 